# Pliopithecus zhanxiangi
Pliopithecus zhanxiangi es una especie extinta de primates catarrinos de la familia Pliopithecidae que vivió a mediados del Mioceno. Su ecología era omnívora y arborícola.

## Espécimen tipo
El espécimen tipo es conocido como BPV-1021, un cráneo parcial. Su yacimiento tipo es Tong Xin, en la colección de "Huesos de Dragón" de Ningxia, que se encuentra en el Serravalliense en China.